# ديريك وليامز (كرة سلة)
ديريك وليامز (بالإنجليزية: Derrick Williams)‏ مواليد 25 مايو 1991 في لا ميرادا، هو لاعب كرة سلة أمريكي بدأ مسيرته الاحترافية في سنة 2011 حيث تم اختياره من قبل فريق مينيسيوتا تيمبر وولفز خلال الدرافت، يلعب مع فريق نيويورك نيكس في الرابطة الوطنية لكرة السلة ويحمل الرقم 23. يبلغ طوله 6 قدم 8 بوصة (2.0 م).

## فرق لعب لها
- مينيسيوتا تيمبر وولفز
- سكرامنتو كينغز
- نيويورك نيكس

## إحصائيات المسيرة

### الموسم الاعتيادي
| السنة   | الفريق                | لعب | بدأ | دقيقة | ميداني% | ثلاثية | حرة  | ارتداد | صنع | استلاب | تصدي | نقطة |
| ------- | --------------------- | --- | --- | ----- | ------- | ------ | ---- | ------ | --- | ------ | ---- | ---- |
| 2011–12 | مينيسيوتا تيمبر وولفز | 66  | 15  | 21.5  | .412    | .268   | .697 | 4.7    | .6  | .5     | .5   | 8.8  |
| 2012–13 | مينيسيوتا تيمبر وولفز | 78  | 56  | 24.6  | .430    | .332   | .706 | 5.5    | .6  | .6     | .5   | 12.0 |
| 2013–14 | مينيسيوتا تيمبر وولفز | 11  | 0   | 14.7  | .352    | .133   | .875 | 2.4    | .1  | .4     | .4   | 4.9  |
| 2013–14 | سكرامنتو كينغز        | 67  | 15  | 24.7  | .437    | .286   | .708 | 4.4    | .8  | .7     | .2   | 8.5  |
| 2014–15 | سكرامنتو كينغز        | 74  | 6   | 19.8  | .447    | .314   | .684 | 2.7    | .7  | .5     | .1   | 8.3  |
| 2015–16 | نيويورك نيكس          | 80  | 9   | 17.9  | .450    | .293   | .758 | 3.7    | .9  | .4     | .1   | 9.3  |
| المسيرة |                       | 376 | 101 | 21.4  | .433    | .299   | .715 | 4.2    | .7  | .5     | .3   | 9.3  |

## روابط خارجية
- ديريك وليامز على موقع الدوري الأوروبي لكرة السلة (الإنجليزية)
- ديريك وليامز على موقع إن بي أي (الإنجليزية)
- ديريك وليامز على موقع سبورتس رفرنس (الإنجليزية)
- ديريك وليامز على موقع الدوري الإسباني لكرة السلة (الإسبانية)
- ديريك وليامز على موقع كرة السلة الأوروبية.كوم (الإنجليزية)
- ديريك وليامز على موقع إي إس بي إن.كوم (الإنجليزية)
- ديريك وليامز على موقع كلية كرة السلة في سبورتس رفرنس.كوم (الإنجليزية)
- ديريك وليامز على موقع ريلجم (الإنجليزية)
- ديريك وليامز على موقع بروبوليرز (الإنجليزية)
- ديريك وليامز على موقع سبورتس رفرنس (الإنجليزية)